# Stanislav Zadražil
Stanislav Zadražil (15. června 1931 Malešov, 31. srpna 2003 Český Krumlov) byl český sochař a výtvarný pedagog.

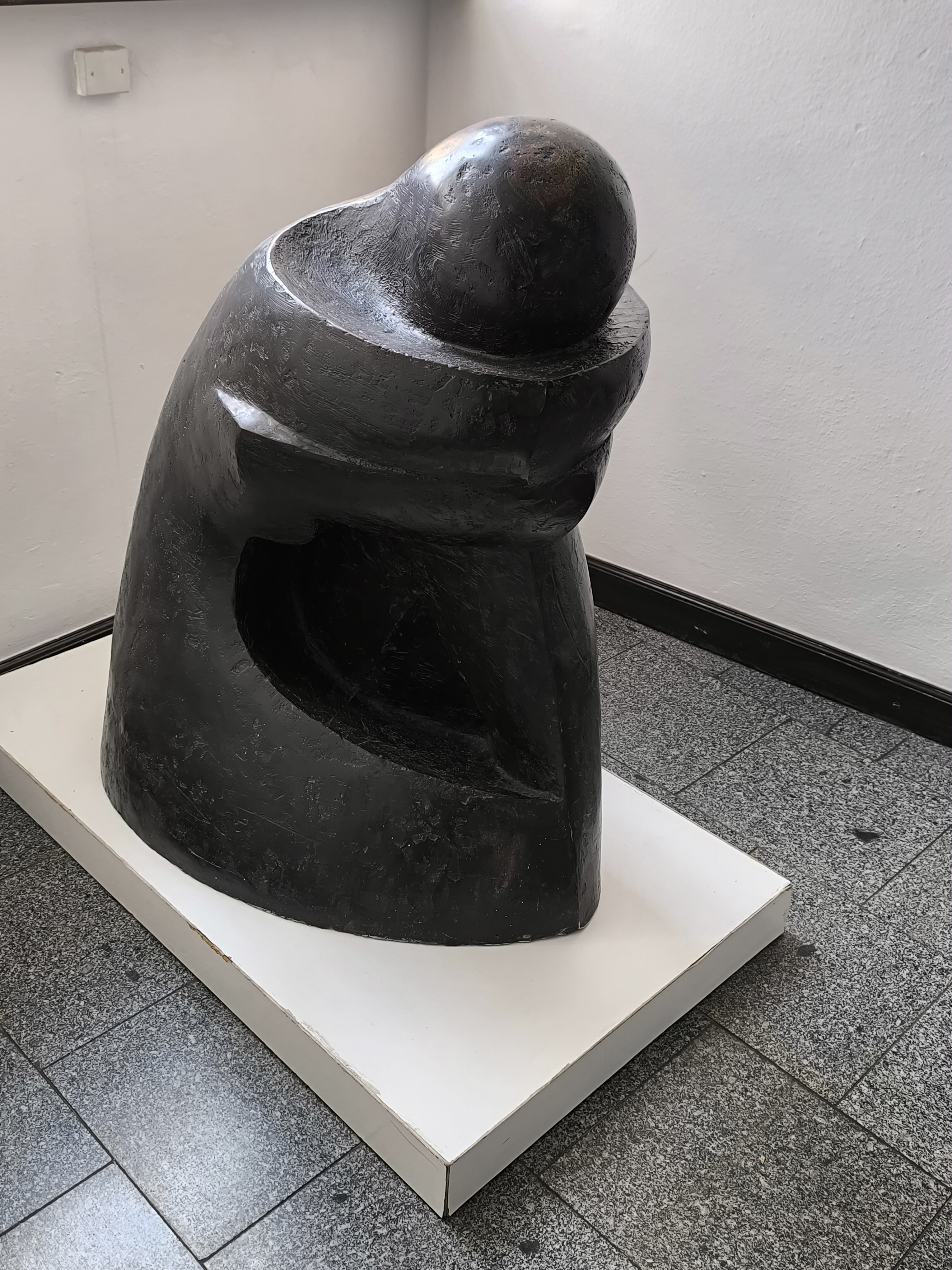
Meditace, laminát, (1974), Český Krumlov

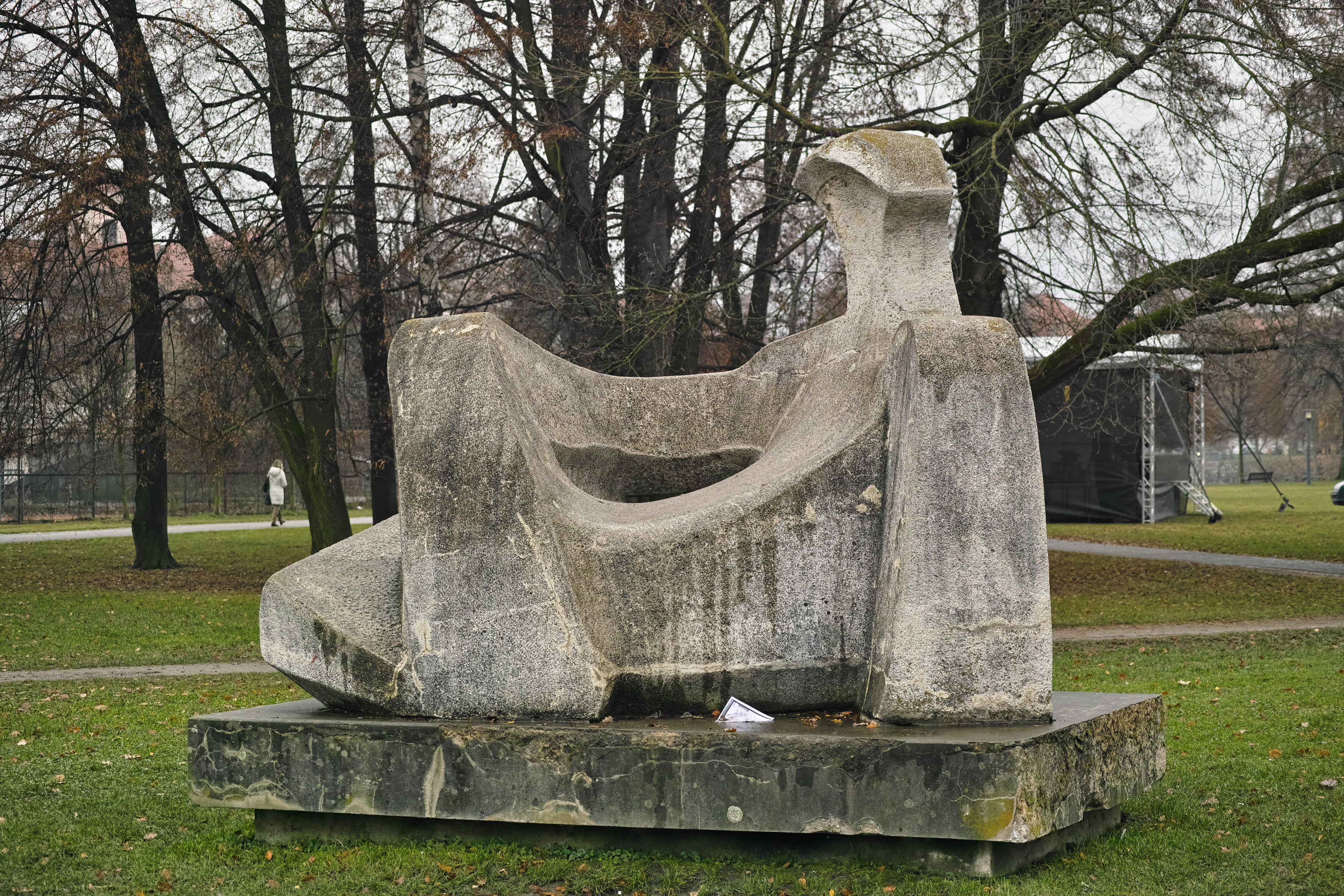
Odpočívající plavec, (1973), České Budějovice

## Život
Pocházel z Kutnohorska. V letech 1947–1951 vystudoval Vyšší průmyslovou školu kamenickou a sochařskou v Hořicích a Jičíně. V letech 1951–1956 pokračoval studiem figurálního sochařství u prof. Jozefa Kostky na Vysoké škole výtvarných umení v Bratislavě..
Od roku 1963 až do smrti trvale žil a pracoval v Českém Krumlově, kde také vyučoval. Ve své tvorbě se věnoval zejména figurální plastice a reliéfům v kameni (vytvořil například znak města Český Krumlov na Budějovickou bránu) či bronzu, a monumentální plastice ve veřejném prostoru. Experimentoval také s laminátem. 
V letech 1991-2003 vedl ateliér sochařské tvorby na tamní Střední průmyslové škole sv. Anežky. 

## Rodina
Jeho syn Pavel Zadražil (* 1961) je historik umění a básník.

## Dílo

### Výstavy (výběr)
- 1969ː Stanislav Zadražil: Plastiky; Milan Peterka: Tapiserie, České Budějovice a Český Krumlov, 1969 (s katalogem)
- 1970ː Stanislav Zadražil: Sochy. Výběr z díla
- 1978: Jihočeští výtvarní umělci, České Budějovice
- 1979ː Jihočeští výtvarní umělci, Meiningen, NDR
- 1980: Jihočeští výtvarní umělci, Alšova jihočeská galerie, Hluboká nad Vltavou
- 1985ː Jihočeští výtvarní umělci, Český Krumlov
- 1992: Dům umění v Českých Budějovicích
- 1996: Galerie české kultury, zámek, Český Krumlov

### Zastoupení ve sbírkách
- Okresní vlastivědné muzeum v Českém Krumlově (nyní Regionální muzeum v Českém Krumlově)
- Alšova jihočeská galerie v Hluboké nad Vltavou